# 5329 Decaro
5329 Decaro eller 1989 YP är en asteroid i huvudbältet som upptäcktes den 21 december 1989 av den australiensiske astronomen Robert H. McNaught vid Siding Spring-observatoriet. Den är uppkallad efter den italienska filosofen Mario De Caro.
Asteroiden har en diameter på ungefär 10 kilometer.